# Bundestag (Deutscher Bund)

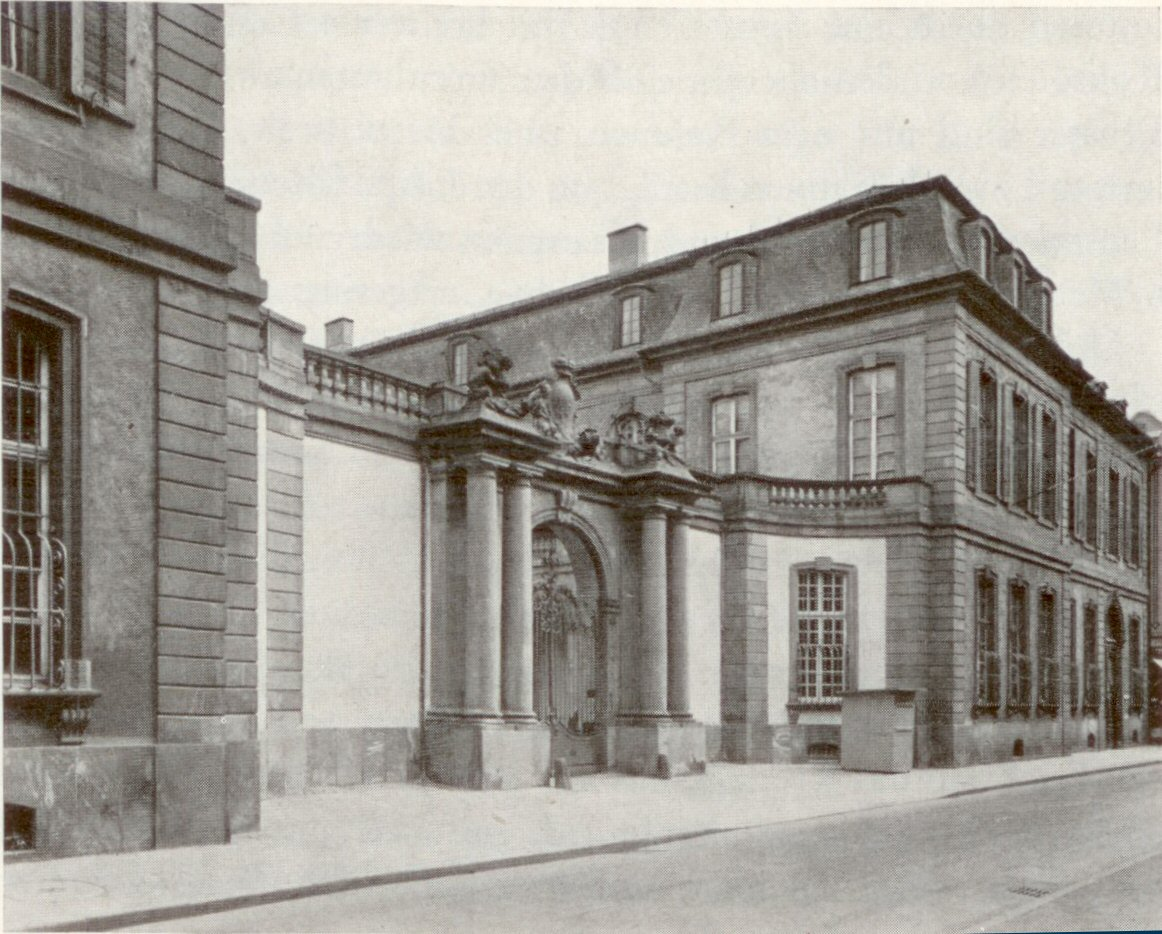
Das Palais Thurn und Taxis in Frankfurt, Sitz des Bundestages

Der sogenannte Bundestag (offiziell Bundesversammlung) war ein in Frankfurt am Main tagender, ständiger Gesandtenkongress der Mitgliedsstaaten des Deutschen Bundes und dessen einziges Organ. Seine Beschlüsse waren Bundesrecht. Er wurde durch die auf dem Wiener Kongress 1815 verabschiedete Bundesakte ins Leben gerufen und war (mit einer zweijährigen Unterbrechung infolge der Märzrevolution von 1848) bis zur Auflösung des Deutschen Bundes im Jahr 1866 tätig.
Den Vorsitz der Versammlung, das Bundespräsidium, hatte der Vertreter Österreichs als Präsidialgesandter inne. Mit diesem Amt war jedoch keine Exekutivgewalt, sondern lediglich die Geschäftsführung des Bundestages verbunden. Dieser trat entweder im Plenum oder im Engeren Rat zusammen, die sich nach Kompetenzen, Stimmverteilung und Abstimmungmodalitäten voneinander unterschieden. Nur das Plenum konnte bei Einstimmigkeit eine Änderung der Bundesgrundgesetze beschließen.
Nachdem Preußen im Verlauf des Deutschen Krieges die Freie Stadt Frankfurt besetzt hatte, wich der Bundestag nach Augsburg aus. Dort fand am 24. August 1866 seine letzte Sitzung statt.

## Geschichte
Im Jahr 1815 wurde der Deutsche Bund gegründet, nachdem die deutschen Staaten sich nicht auf eine Wiedergründung des Heiligen Römischen Reiches einigen konnten. Dabei setzten sich die mittelgroßen und kleinen Staaten großteils durch: Der Bund verfügte nur über wenige Kompetenzen und die Stimmverteilung im Bundestag bevorteilte die kleinen Staaten. Der Bundestag war ein ständiger Gesandtenkongress aller Mitgliedsstaaten. Sie behielten zwar ihre Souveränität, mussten sich jedoch Bundesbeschlüssen unterwerfen.
Der Name des Organs lautete gemäß Bundesakte zwar Bundesversammlung, doch bürgerte sich die Bezeichnung Bundestag ein. Vorbild dafür war der Reichstag des Alten Reiches. Zum Sitz des Bundestages wurde das Palais Thurn und Taxis in der Freien Stadt Frankfurt am Main bestimmt. Dort in der Eschenheimer Gasse tagte er erstmals ab dem 5. November 1816 einmal wöchentlich.
In der Märzrevolution 1848 versuchte der Bundestag zunächst, durch eine Vielzahl von Beschlüssen den Bund zu reformieren und z. B. eine Bundesexekutive einzurichten. Allerdings setzte sich die Auffassung durch, solche Aufgaben einer vom Volke gewählten Nationalversammlung zu überlassen. Im Juli 1848 erklärte der Bundestag seine bisherige Tätigkeit für beendet und übertrug seine Befugnisse auf die Provisorische Reichsregierung des damals entstehenden Deutschen Reiches. Nach der Niederschlagung der Revolution versuchte Preußen, Deutschland in der Erfurter Union zu einigen. Im Mai 1850 trat unter österreichischer Führung ein Rumpfbundestag zusammen, der von Preußen allerdings nicht als beschlussfähig anerkannt wurde. Nach der Herbstkrise 1850 wurde der Bundestag im Sommer 1851 jedoch wiederhergestellt, abschließend durch den Bundesreaktionsbeschluss.

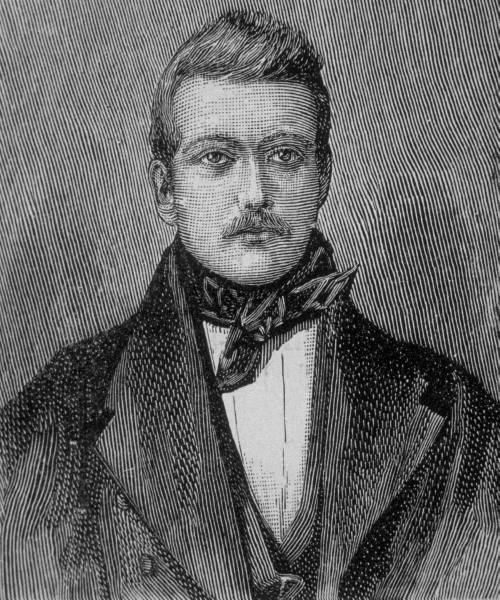
Otto von Bismarck (zeitgenössisches Porträt) war einer der Gesandten für Preußen zum Bundestag in Frankfurt von 1851 an

Der letzte formelle Beschluss des Bundestages wurde am 14. Juni 1866 getroffen. Damals mobilisierte der Bundestag das Bundesheer gegen Preußen. Im Deutschen Krieg wich er nach Augsburg aus. Dort kamen die Vertreter der letzten verbliebenen Staaten noch am 24. August zusammen und stellten, ohne formellen Beschluss, die Auflösung des Bundes fest.
In den vielen Vorschlägen für eine Reform des Deutschen Bundes wurde der Bundestag oftmals aufgeteilt: In der Frankfurter Reformakte zum Beispiel wären an seine Stelle eine Bundesregierung, eine Art indirekt gewähltes Parlament und ein Fürstenkollegium getreten. Der Bundestag hatte nach 1866 zwar keinen Nachfolger im rechtlichen Sinne, doch war ihm der Bundesrat im Norddeutschen Bund (und dann im Kaiserreich) nachempfunden.

## Zusammensetzung

Die Bundesgrundgesetze sahen nur den Bundestag als Bundesorgan vor, der exekutive und legislative Funktionen in sich vereinte.

Der Deutsche Bund war ein Staatenbund mit bundesstaatlichen Zügen. Mitglieder waren die deutschen Staaten und nicht die Fürsten – trotz anderslautender Rhetorik zum Beispiel in der Präambel der Bundesakte, der zufolge die Fürsten und freien Städte sich zu einem beständigen Bund vereinigt hätten. Vertreten wurden die Staaten durch ihre Regierungen. 
Eine Regierung schickte einen Bevollmächtigten (Gesandten) an den Bundestag, vergleichbar mit einem Botschafter. Entsprechend besaßen die Gesandten und ihre Wohnungen Exterritorialität. Der Gesandte erhielt seine Instruktionen von seiner Regierung und konnte jederzeit abberufen werden. Es gab auch Gesandte, die mehrere Staaten vertraten. Der Bundestag war also eine Vertretung der Gliedstaaten und kein Parlament mit Mitgliedern, die ein eigenes Mandat ausgeübt hätten.
Jede Regierung konnte Vorschläge einreichen und hatte Rederecht im Bundestag. Den Vorsitz führte Österreich bzw. dessen Vertreter, der Präsidialgesandter genannt wurde. Das bedeutete, dass er die Geschäfte führte und Vorschläge an die übrigen Gesandten sammelte und weiterleitete. Bei Stimmengleichheit gab seine Präsidialstimme den Ausschlag, davon abgesehen hatte der Präsidialgesandte keine besonderen Befugnisse. Der Bundestag durfte sich eine eigene Geschäftsordnung geben.

### Engerer Rat und Plenum

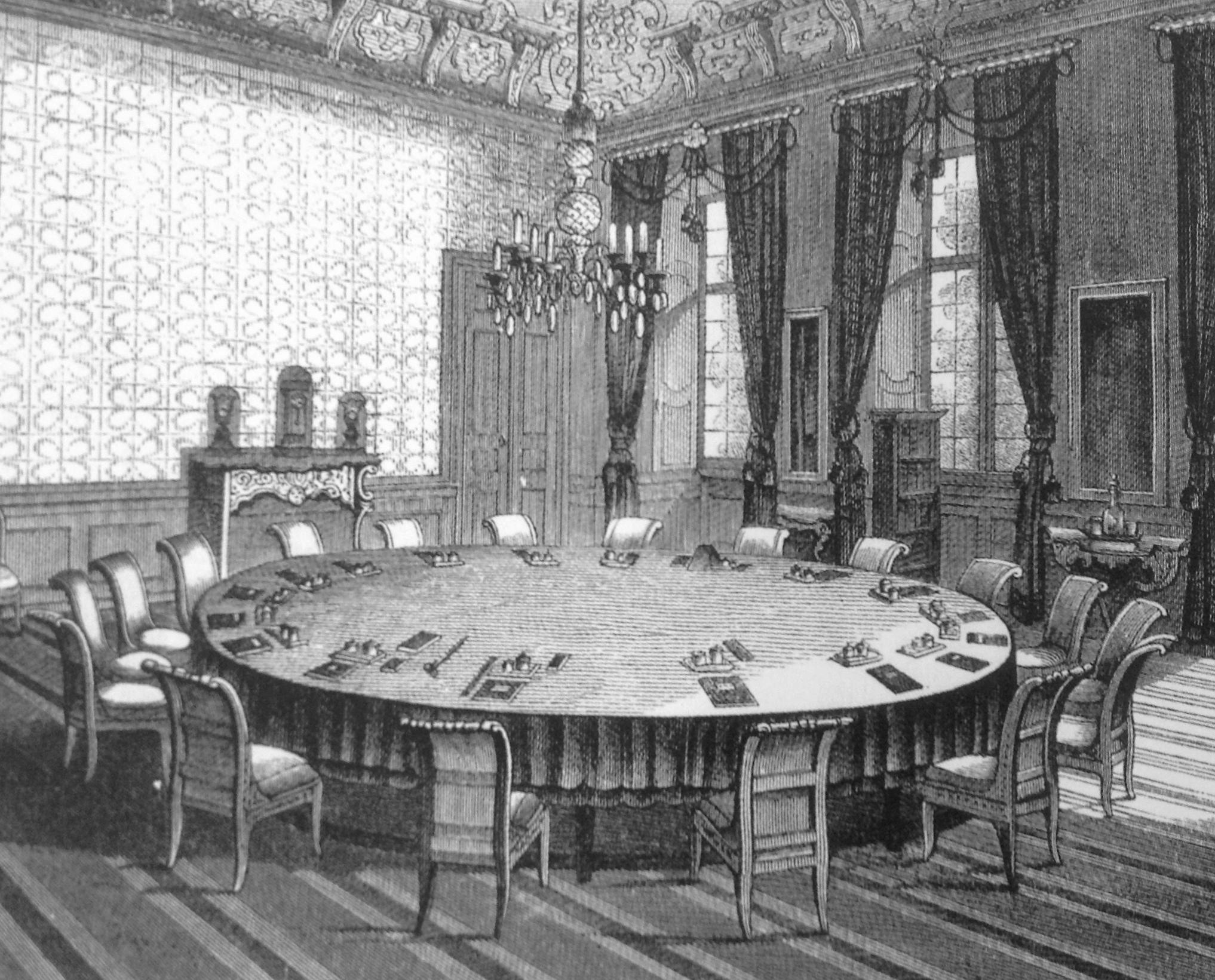
Sitzungssaal des Engeren Rates

Die Gesandten kamen entweder als Engerer Rat oder als Plenum zusammen. Das hing von den behandelten Angelegenheiten ab und hatte Folgen für die Abstimmung. Auch waren die Stimmen unterschiedlich verteilt.
Der engere Rat (eigentlich Engere Versammlung) war für alle Fragen zuständig, die nicht dem Plenum vorbehalten waren. Hier wurden alle Angelegenheiten, auch die Plenarangelegenheiten, diskutiert und man stimmte mit einfacher Mehrheit ab. Er bestimmte ferner, welche Angelegenheiten Plenarangelegenheiten waren und bereitete jene Entscheidungen vor.
Das Plenum des Bundestages kannte keine Erörterungen, sondern nur Abstimmungen. Für einen Beschluss war eine Zweidrittelmehrheit erforderlich. Plenarangelegenheiten waren:
- Beschlüsse über die Bundesverfassung, auch im materiellen Sinne, bzw. die Auslegung der Bundesgrundgesetze (Bundesakte und Schlussakte)
- „Anordnungen über organische Bundeseinrichtungen“, womit vor allem die Bundeskriegsverfassung und die Bundesgerichtsverfassung gemeint waren
- „Gemeinnützige Anordnungen sonstiger Art“, die auf die allgemeine Wohlfahrt zielten

Sowohl für den Engeren Rat als auch für das Plenum galt: Einstimmigkeit war vonnöten, wenn es um folgende Angelegenheiten ging:
- Annahme und Änderung von Bundesgrundgesetzen
- Beschlüsse über organische Bundeseinrichtungen
- Beschlüsse in Religionsangelegenheiten
- Aufnahme neuer Bundesglieder (Mitgliedsstaaten)

Betraf ein Beschluss jura singulorum (individuelle Rechte) von Mitgliedsstaaten, galt er nur, wenn der betreffende Mitgliedsstaat zustimmte.

### Stimmverteilung

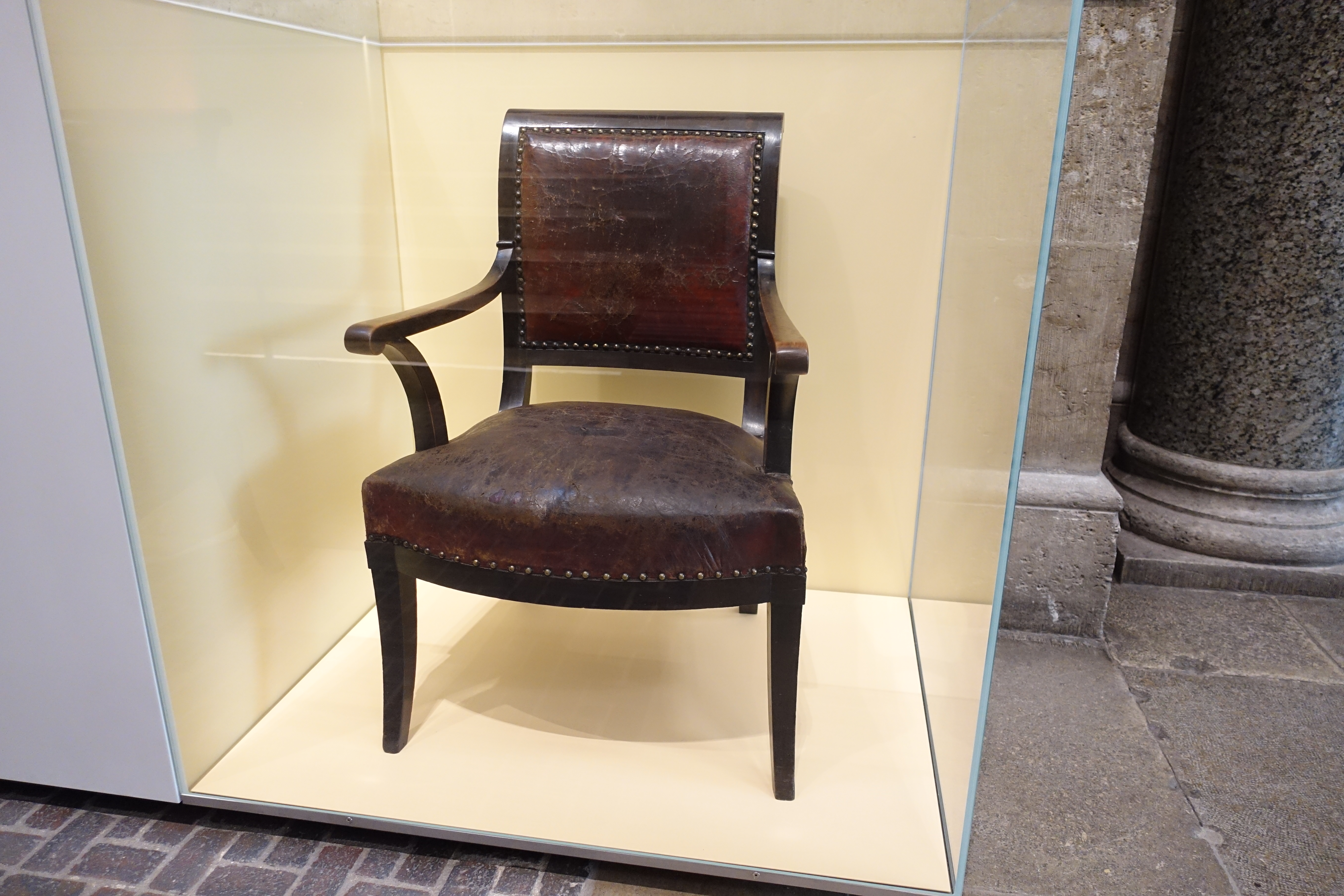
Sessel aus der Bundesversammlung, Germanisches Nationalmuseum

Im Engeren Rat gab es 17 Stimmen, davon elf Virilstimmen für jeweils einen Staat und sechs Kuriatsstimmen für jeweils mehrere Staaten.
Je eine Virilstimme im Engeren Rat hatten:
- Kaisertum Österreich
- Königreich Preußen
- Königreich Bayern
- Königreich Sachsen
- Königreich Hannover
- Königreich Württemberg
- Kurfürstentum Hessen
- Großherzogtum Baden
- Großherzogtum Hessen
- Herzogtum Holstein und Herzogtum Sachsen-Lauenburg
- Luxemburg, ab 1839 zusammen mit dem Herzogtum Limburg

Die kleineren Staaten waren in sechs Gruppen eingeteilt und stimmten innerhalb dieser ab. Diese Kuriatstimmen setzten sich wie folgt zusammen:
- 12. Stimme
  - Sachsen-Weimar-Eisenach
  - Sachsen-Coburg
  - Sachsen-Gotha
  - Sachsen-Meiningen
  - Sachsen-Hildburghausen (Altenburg)
- 13. Stimme
  - Herzogtum Braunschweig
  - Herzogtum Nassau
- 14. Stimme
  - Mecklenburg-Schwerin
  - Mecklenburg-Strelitz
- 15. Stimme
  - Großherzogtum Oldenburg
  - Anhalt-Dessau
  - Anhalt-Bernburg
  - Anhalt-Köthen
  - Schwarzburg-Sondershausen
  - Schwarzburg-Rudolstadt
- 16. Stimme
  - Hohenzollern-Hechingen
  - Hohenzollern-Sigmaringen
  - Liechtenstein
  - Reuß ältere Linie
  - Reuß jüngere Linie
  - Lippe-Detmold
  - Schaumburg-Lippe
  - Waldeck
  - Hessen-Homburg
- 17. Stimme
  - Lübeck
  - Frankfurt am Main
  - Freie Hansestadt Bremen
  - Hamburg[6]

Im Plenum des Bundestages zählten 70 Stimmen, die sich in Abhängigkeit von der Größe auf die verschiedenen Staaten verteilten: 
- Je vier Stimmen für Österreich und die Königreiche Preußen, Bayern, Sachsen, Hannover und Württemberg
- Je drei Stimmen für Baden, Kurhessen, Großherzogtum Hessen, Holstein und Luxemburg(-Limburg)
- Je zwei Stimmen für Braunschweig, Mecklenburg-Schwerin und Nassau
- Je eine Stimme für die übrigen 25 Kleinstaaten und freien Städte

## Präsidialgesandte
| Name                                   | Amtsantritt      | Ende der Amtszeit |
| -------------------------------------- | ---------------- | ----------------- |
| Franz Joseph von Albini                | 5. Oktober 1815  | 16. Dezember 1815 |
| Johann Rudolf von Buol-Schauenstein    | 16. Oktober 1815 | 24. Februar 1823  |
| Joachim Eduard von Münch-Bellinghausen | 24. Februar 1823 | 12. März 1848     |
| Franz von Colloredo-Wallsee            | 12. März 1848    | 14. Mai 1848      |
| Anton von Schmerling                   | 14. Mai 1848     | 12. Juli 1848     |
| Vakanz                                 | 12. Juli 1848    | 1. Mai 1850       |
| Friedrich von Thun und Hohenstein      | 1. Mai 1850      | 1. November 1852  |
| Anton Prokesch von Osten               | 2. Januar 1853   | 12. Oktober 1855  |
| Bernhard von Rechberg                  | 12. Oktober 1855 | 4. Mai 1859       |
| Alois Kübeck von Kübau                 | 4. Mai 1859      | 24. August 1866   |

## Belege
1. ↑  Ernst Rudolf Huber: Deutsche Verfassungsgeschichte seit 1789. Band I: Reform und Restauration 1789 bis 1830. 2. Auflage, Verlag W. Kohlhammer, Stuttgart [u. a.] 1967, S. 588.
2. ↑  Jürgen Angelow: Der Deutsche Bund. Wissenschaftliche Buchgesellschaft, Darmstadt 2003, S. 8.
3. ↑  Ernst Rudolf Huber: Deutsche Verfassungsgeschichte seit 1789. Band I: Reform und Restauration 1789 bis 1830. 2. Auflage, Verlag W. Kohlhammer, Stuttgart [u. a.] 1967, S. 583.
4. ↑  Ernst Rudolf Huber: Deutsche Verfassungsgeschichte seit 1789. Band I: Reform und Restauration 1789 bis 1830. 2. Auflage, Verlag W. Kohlhammer, Stuttgart [u. a.] 1967, S. 589.
5. ↑  Ernst Rudolf Huber: Deutsche Verfassungsgeschichte seit 1789. Band I: Reform und Restauration 1789 bis 1830. 2. Auflage, Verlag W. Kohlhammer, Stuttgart [u. a.] 1967, S. 589–593.
6. ↑  Stimmverteilung nach: Jürgen Angelow: Der Deutsche Bund. Wissenschaftliche Buchgesellschaft, Darmstadt 2003, S. 9.